# Kamnje (Bohinj, Slovenija)
Kamnje je naselje u slovenskoj Općini Bohinju. Kamnje se nalazi u pokrajini Gorenjskoj i statističkoj regiji Gorenjskoj. 

## Stanovništvo
Prema popisu stanovništva iz 2002. godine naselje je imalo 232 stanovnika.